# 'Midst Woodland Shadows
 'Midst Woodland Shadows (o Mid Woodland Shadows) è un cortometraggio muto del 1914 scritto e diretto da Ralph Ince.

## Produzione
Il film fu prodotto dalla Vitagraph Company of America.

## Distribuzione
Distribuito dalla General Film Company, il film - un cortometraggio in una bobina - uscì nelle sale cinematografiche statunitensi il 12 ottobre 1914.